# Heath Creek Township
Heath Creek Township est un ancien township, situé dans le comté de Pettis, dans le Missouri, aux États-Unis,.
Le township est fondé en 1844 et baptisé en référence au cours d'eau du même nom (en).

### Source de la traduction
- (en) Cet article est partiellement ou en totalité issu de l’article de Wikipédia en anglais intitulé « Heath Creek Township, Perry County, Missouri » (voir la liste des auteurs).